# Tende
Tende (occitanska: Tenda) är en kommun i departementet Alpes-Maritimes i regionen Provence-Alpes-Côte d'Azur i sydöstra Frankrike. Kommunen ligger  i kantonen Tende som ligger i arrondissementet Nice. År 2022 hade Tende 1 898 invånare.

## Befolkningsutveckling
Antalet invånare i kommunen Tende
Referens: INSEE